# Angelo Turconi
Angelo Turconi (5. červenec 1923 Solbiate Olona, Italské království – 3. srpen 2011 Busto Arsizio, Itálie) byl italský fotbalový záložník a trenér.
Fotbalovou kariéru začal v roce 1940 v Pro Patrii, kde hrál celkem osm sezon. Největší úspěch bylo vítězství ve třetí lize v sezoně 1940/41. V nejvyšší lize odehrál 201 utkání za Ligurii, Pro Patrii a Como a vstřelil v nich 55 branek, nejvíce v sezoně 1947/48 (17 branek). Kariéru ukončil coby hráč Borgomanera v regionální lize v roce 1959.
Za reprezentaci odehrál dvě utkání na OH 1948.

## Hráčská statistika
| Sezóna  | Klub       | Liga           | Liga   | Liga | Ligové poháry | Ligové poháry | Ligové poháry | Kontinentální poháry | Kontinentální poháry | Kontinentální poháry | Celkem | Celkem |
| Sezóna  | Klub       | Soutěž         | Zápasy | Góly | Soutěž        | Zápasy        | Góly          | Soutěž               | Zápasy               | Góly                 | Zápasy | Góly   |
| ------- | ---------- | -------------- | ------ | ---- | ------------- | ------------- | ------------- | -------------------- | -------------------- | -------------------- | ------ | ------ |
| 1940/41 | Pro Patria | Serie C        | 22     | 5    | IP            | 3             | 3             | -                    | 0                    | 0                    | 25     | 8      |
| 1941/42 | Pro Patria | Serie B        | 24     | 9    | IP            | 2             | 1             | -                    | 0                    | 0                    | 26     | 10     |
| 1942/43 | Liguria    | Serie A        | 3      | 1    | IP            | 1             | 0             | -                    | 0                    | 0                    | 4      | 1      |
| 1943/44 | Varese     | Národní divize | 18     | 6    | -             | 0             | 0             | -                    | 0                    | 0                    | 18     | 6      |
| 1945/46 | Pro Patria | 2. divize      | 21     | 10   | -             | 0             | 0             | -                    | 0                    | 0                    | 21     | 10     |
| 1946/47 | Pro Patria | Serie B        | 41     | 15   | -             | 0             | 0             | -                    | 0                    | 0                    | 41     | 15     |
| 1947/48 | Pro Patria | Serie A        | 39     | 17   | -             | 0             | 0             | -                    | 0                    | 0                    | 39     | 17     |
| 1948/49 | Pro Patria | Serie A        | 38     | 12   | -             | 0             | 0             | -                    | 0                    | 0                    | 38     | 12     |
| 1949/50 | Pro Patria | Serie A        | 33     | 7    | -             | 0             | 0             | -                    | 0                    | 0                    | 33     | 7      |
| 1950/51 | Como       | Serie A        | 36     | 8    | -             | 0             | 0             | -                    | 0                    | 0                    | 36     | 6      |
| 1951/52 | Como       | Serie A        | 36     | 8    | -             | 0             | 0             | -                    | 0                    | 0                    | 36     | 8      |
| 1952/53 | Como       | Serie A        | 17     | 1    | -             | 0             | 0             | -                    | 0                    | 0                    | 17     | 1      |
| 1953/54 | Como       | Serie B        | 17     | 4    | -             | 0             | 0             | -                    | 0                    | 0                    | 17     | 4      |
| 1954/55 | Palermo    | Serie B        | 16     | 6    | -             | 0             | 0             | -                    | 0                    | 0                    | 16     | 6      |
| 1955/56 | Sanremese  | Serie C        | 22     | 5    | -             | 0             | 0             | -                    | 0                    | 0                    | 22     | 5      |
| 1956/57 | Sanremese  | Serie C        | 24     | 4    | -             | 0             | 0             | -                    | 0                    | 0                    | 24     | 4      |
| 1957/58 | Pro Patria | Serie C        | 24     | 1    | -             | 0             | 0             | -                    | 0                    | 0                    | 24     | 1      |
| Celkem  | Celkem     | Celkem         | 431    | 119  | -             | 6             | 4             | -                    | 0                    | 0                    | 439    | 123    |

## Hráčské úspěchy

### Reprezentační
- 1× na OH (1948)